# Fundeni (okręg Călărași)
Fundeni – wieś w Rumunii, w okręgu Călărași, w gminie Fundeni. W 2011 roku liczyła 5658 mieszkańców.